# Plaza de España (Pontevedra)
La plaza de España es una plaza peatonal del siglo XIX situada en el centro de la ciudad española de Pontevedra, en el límite del casco histórico y de la Alameda de Pontevedra. Es considerada el kilómetro cero de la ciudad.

## Origen del nombre
La plaza debe su nombre a su importancia estratégica ya que alberga la sede de las instituciones políticas más importantes de la ciudad y es su centro neurálgico.

## Historia
En sus inicios este espacio constituía la antesala de la ciudad ya que precedía la puerta principal de la antigua muralla (puerta de Santo Domingo), por lo que recibía la denominación de Porta da Vila.
La plaza de España se desarrolló a finales del siglo XIX siguiendo el trazado de la antigua muralla medieval, con la construcción de la nueva Casa Consistorial como espacio de transición entre el casco histórico y la Alameda de Pontevedra, que había sido la antigua huerta del convento de los Dominicos y que éstos transformaron en paseo en 1648 y que, en 1847, fue cerrada con muros de piedra. Fue con la expansión urbana de finales del siglo XIX, que hizo efectiva el arquitecto Alejandro Sesmero, cuando se concretó el proceso de formación de la Alameda, y por tanto de la Plaza de España, como parte de la expansión burguesa de la ciudad. La ampliación y urbanización de la Plaza de España se incluyeron en el proyecto encargado por el Ayuntamiento en 1880 al arquitecto Alejandro Sesmero para la ordenación y urbanización de la Alameda, en la antesala de la cual en el lado oeste de la plaza de España se colocó un estanque circular.
La plaza como tal se convirtió rápidamente en un importante espacio céntrico de la ciudad con gran interés estratégico, ya que en ella se ubicaba el Ayuntamiento y muy cerca otros edificios de gran importancia institucional y política, como el Palacio de la Diputación Provincial de Pontevedra. Era conocida como la Plaza del Ayuntamiento. En agosto de 1911, en el lado oeste de la plaza, junto a la Alameda, se erigió el monumento a los Héroes de Puente Sampayo, diseñado por Julio González-Pola y García con motivo del primer centenario de la batalla de Puente Sampayo contra los franceses, en el lugar ocupado por el pequeño estanque circular de piedra que fue retirado. La estatua estaba rodeada de un pequeño jardín delimitado por una pequeña balaustrada de hierro y así permaneció hasta los años sesenta.
En la década de 1920, la plaza se convirtió en punto de tránsito del tranvía eléctrico de Pontevedra a Marín, que entró en servicio en diciembre de 1924 y pasaba por delante del Ayuntamiento, y a partir de 1943 del trolebús que lo sustituyó. En 1936, la plaza pasó a denominarse Plaza de España, en sustitución del nombre de Plaza de la República, que tuvo durante la Segunda República. Con la construcción de la carretera N-550 que unía La Coruña con la frontera portuguesa, la plaza se convirtió en una vía de circulación para automóviles a partir de la década de 1940. Con el crecimiento del tráfico rodado en las décadas siguientes, la plaza perdió su configuración original de un solo nivel y se creó una isleta central alargada con vegetación para separar los dos sentidos de circulación.
En 1950 se proyectó en la ciudad la construcción del nuevo edificio institucional del  gobierno civil de la provincia de Pontevedra, para lo cual, siguiendo las recomendaciones del Estado español, el Ayuntamiento de Pontevedra cedió una parcela rectangular aislada al noroeste de la plaza de España. De acuerdo con los requisitos oficiales, el edificio debía construirse en la zona más digna de la ciudad, donde debían coexistir en un mismo espacio las sedes de las autoridades municipales (Ayuntamiento) y provinciales (Diputación de Pontevedra). El edificio se inauguró en 1958.
En la década de 1970 se ampliaron los jardines que rodeaban el monumento a los Héroes de Puente Sampayo y se retiró la verja de hierro forjado. El 4 de abril de 1983, el entonces presidente de la Junta de Galicia, Gerardo Fernández Albor, inauguró una fuente luminosa con chorros múltiples que rodeó el monumento durante muchos años. En 2009 fue desmontada al iniciarse las obras del nuevo aparcamiento subterráneo de la plaza.
Entre 2009 y 2010 la plaza fue totalmente reurbanizada, completamente pavimentada y demilitada por losas de granito en ambos extremos, recuperando su plataforma única y convirtiéndose en peatonal. En el lado norte de la plaza, en el extremo más próximo a la calle Arzobispo Malvar, se instalaron losas de piedra con la inscripción Circunvalación, de 4 metros de longitud, recordando la primera circunvalación de Pontevedra en el siglo XVI (que unía el puente del Burgo con la parte alta de la ciudad, por el lado exterior de las murallas, y que fue pavimentada en el siglo XVIII), y frente al Ayuntamiento se colocó la inscripción Concello de Pontevedra sobre losas de piedra en el suelo. La plaza estrenó provisionalmente su nueva configuración aún no ejecutada por completo en agosto de 2010 para los conciertos de las Fiestas de la Peregrina y fue reinaugurada oficialmente como nuevo centro peatonal de la ciudad el 12 de noviembre de 2010. Desde entonces, la plaza se convirtió en el escenario de la mayor parte de las actividades sociales de Pontevedra, y de grandes eventos y conciertos al ofrecer un espacio escénico abierto y versátil de cerca de 6 000 metros cuadrados, capaz de albergar a unos 17 000 espectadores.

## Descripción
Esta plaza tiene la estructura típica de las plazas españolas de finales del siglo XIX, con un monumento conmemorativo en el centro. La plaza tiene forma rectangular irregular y una superficie de más de 4 000 metros cuadrados. Tiene 1 350 metros cuadrados de pavimento de piedra y otros 2 200 metros cuadrados de adoquines, así como zonas ajardinadas, con tramos de tierra compactada, alrededor del Monumento a los Héroes de Puente Sampayo. El adoquinado es el elemento dominante, pero se utiliza la piedra para resaltar elementos destacados.
En la parte norte de la plaza se encuentran las inscripciones Circunvalación y Concello Pontevedra, talladas en las losas de pavimento de granito. La plaza de España actúa como espacio de transición entre el centro histórico de la ciudad y la Alameda del Arquitecto Sesmero. En ella confluyen once calles formando un gran espacio abierto: Michelena, Alameda, General Martitegui, Prudencio Landín, Herreros, Arzobispo Malvar, Mestre Mateo, Paio Gómez Charino, Bastida, Gran Vía de Montero Ríos y Marqués de Riestra.
En el lado este de la plaza se encuentra la sede del Ayuntamiento de Pontevedra, sede del poder político municipal. En su lado oeste se encuentra el edificio de la Subdelegación del Gobierno, sede del poder político estatal. En su lado suroeste, rodeado de jardines y tierra compactada, se encuentra el Monumento a los Héroes de Puente Sampayo. Enfrente, al sureste del monumento, se encuentran las ruinas de la iglesia del convento de San Domingo.

## Edificios destacados
El edificio más importante de la plaza es la Casa consistorial de Pontevedra, situada en su lado este y que constituye su punto central. Se trata de un edificio ecléctico, de inspiración parisina, diseñado por el arquitecto Alejandro Sesmero e inaugurado en agosto de 1880. El edificio es un conjunto equilibrado, con grandes columnas jónicas (en la planta baja) y corintias (en el piso superior) que resaltan su parte central. La puerta de entrada tiene un arco de medio punto decorado con una corona de hojas de roble, símbolo de fortaleza, y las ventanas están decoradas con el escudo de la ciudad. Las columnas que enmarcan la entrada se alzan sobre un gran pedestal elevado y están coronadas por capiteles romanos jónicos o corintios muy decorados. Sesmero sustituyó el acanto por vegetación (hojas, frutos) que cuelga de la columna. La balaustrada de la parte superior contiene cuatro cráteras en las esquinas.
En el lado suroeste de la plaza se encuentra el edificio de la Subdelegación del Gobierno, ejemplo de la arquitectura institucional de mediados del siglo XX, inaugurado en 1958. La fachada principal presenta una entrada monumental con un pórtico de columnas dóricas gemelas independientes rematado por la balaustrada de una terraza destinada a las autoridades, bordeada por una galería con arcos y ventanas con arcos de medio punto. Este cuerpo central sirve de enlace con la entrada principal del edificio.
Próximos a estos edificios se encuentran otros importantes y representativos de la ciudad: el Palacio de la Diputación de Pontevedra, las ruinas del Convento de San Domingo, el Instituto Valle Inclán, la antigua Escuela Normal de Pontevedra y Escuela de Artes y Oficios y el antiguo Cuartel de San Fernando, así como el Monumento a los Héroes de Puente Sampayo.

## Galería de imágenes

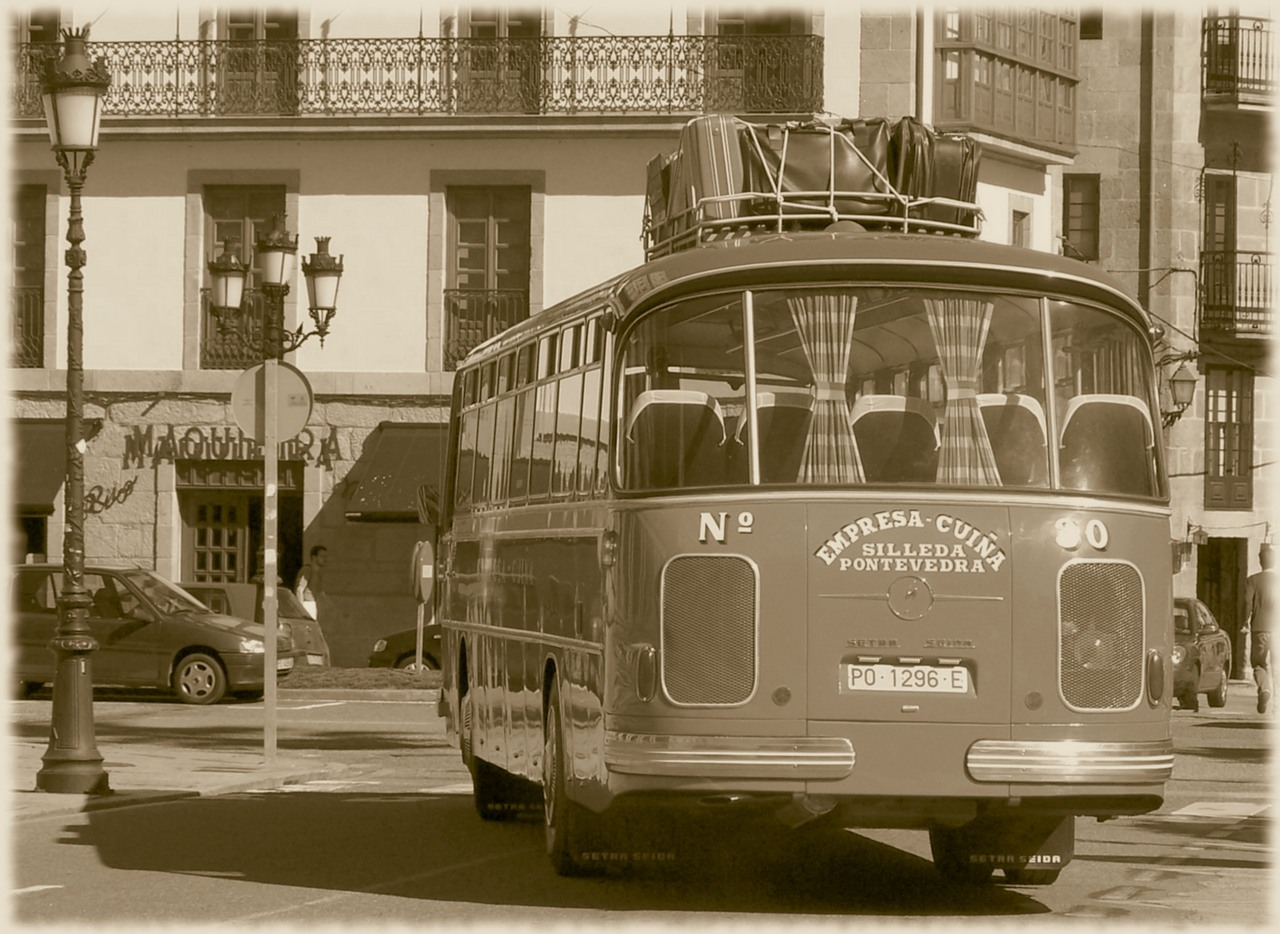
Autobús en la plaza en 2006
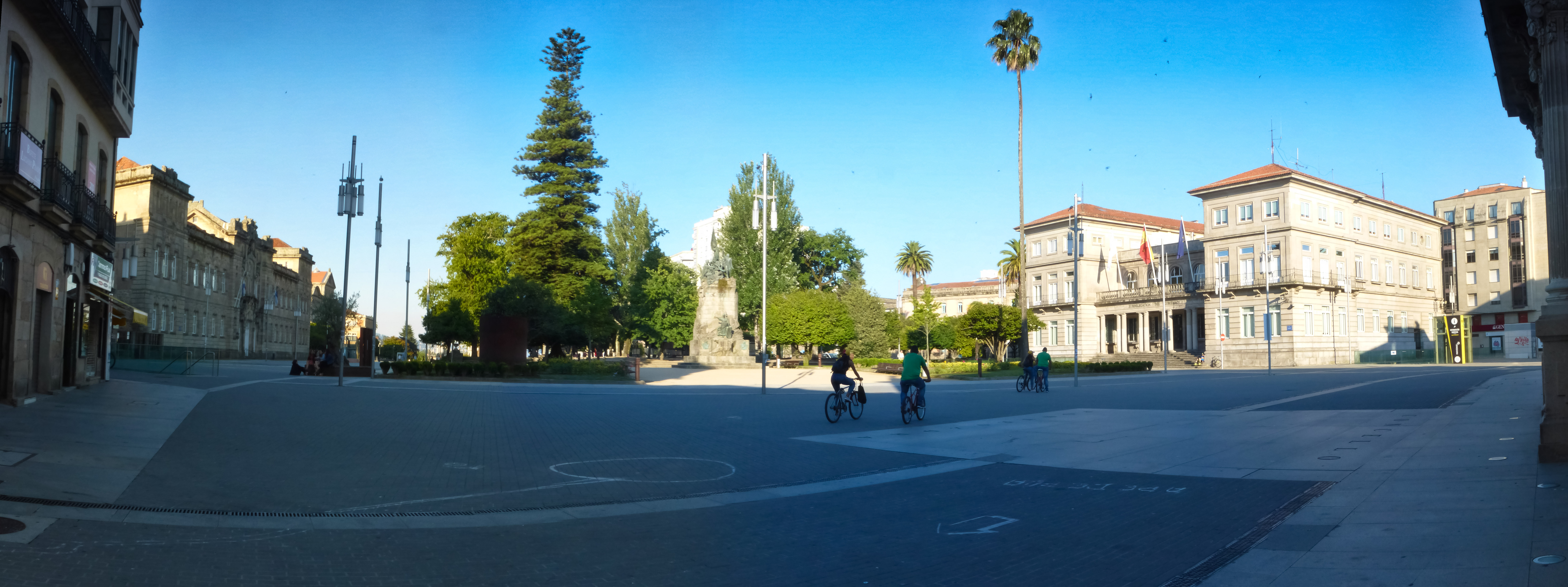
Vista panorámica de la plaza
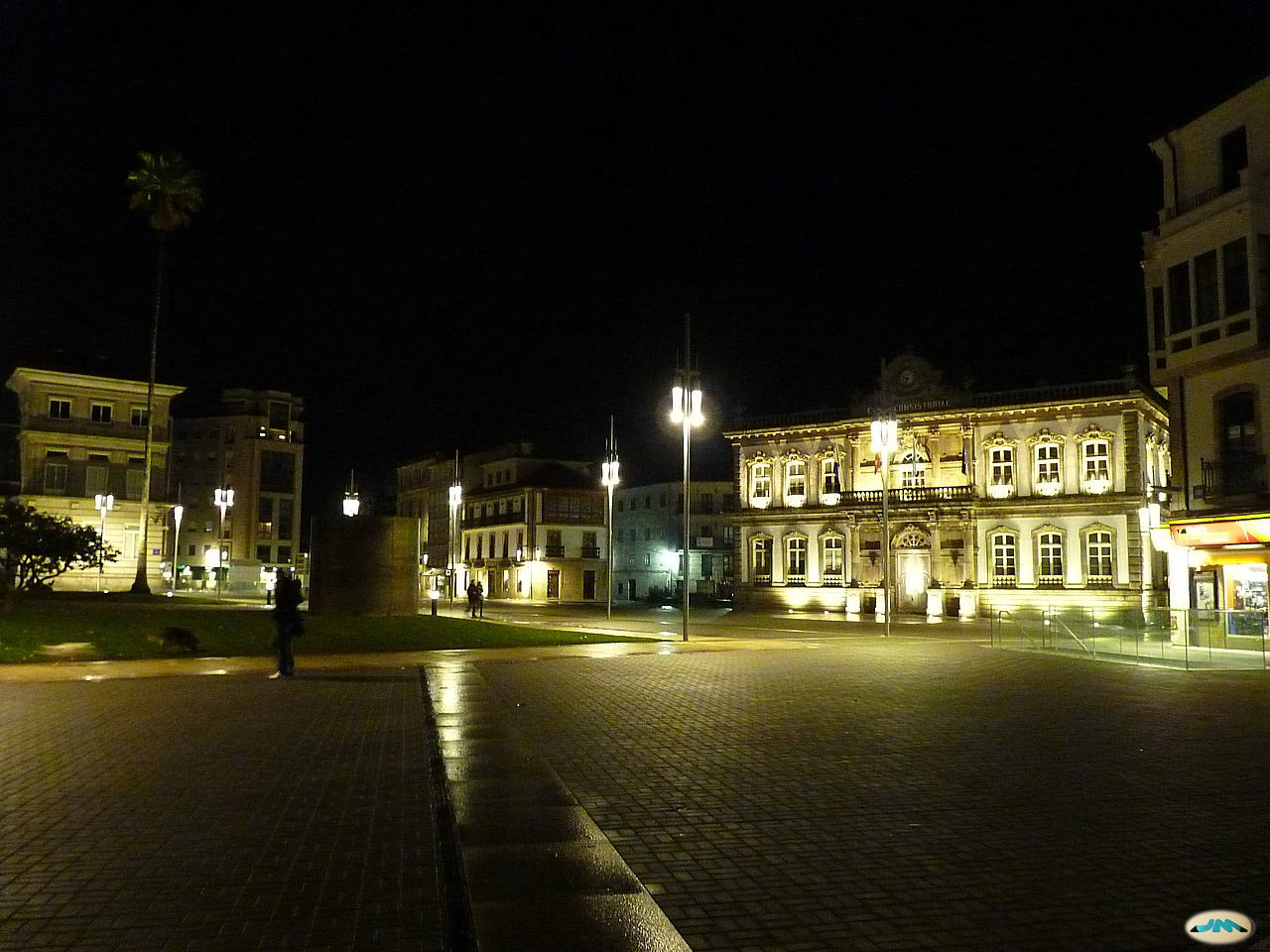
Vista nocturna de la place
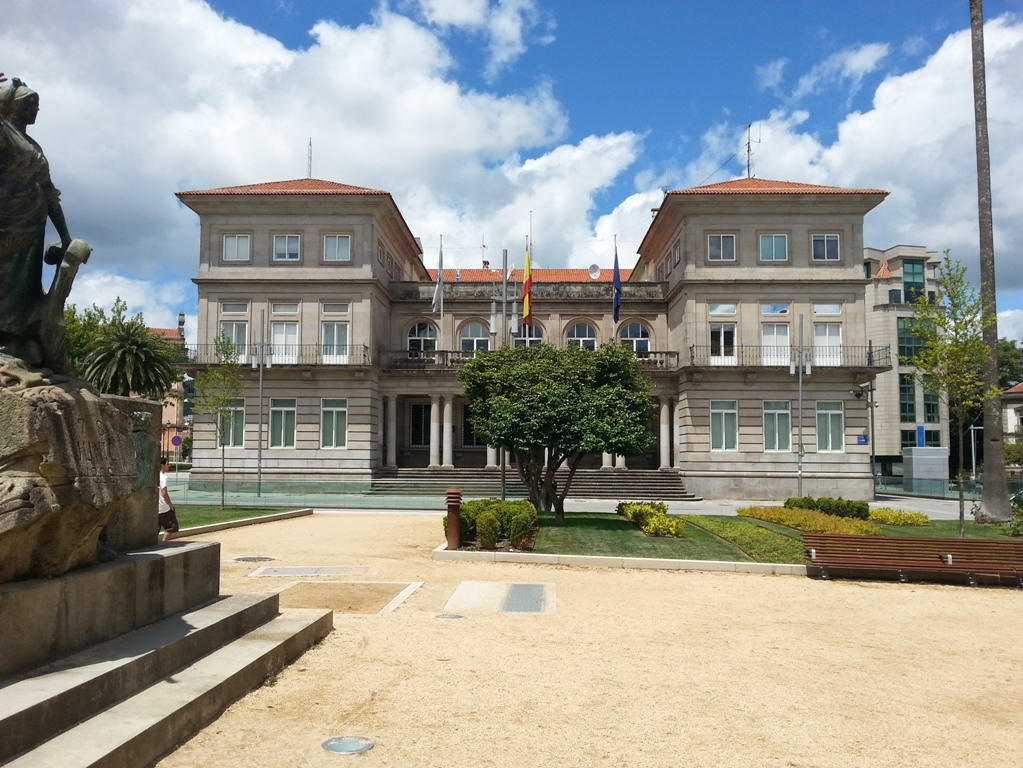
Edificio de la Subdelegación del Gobierno
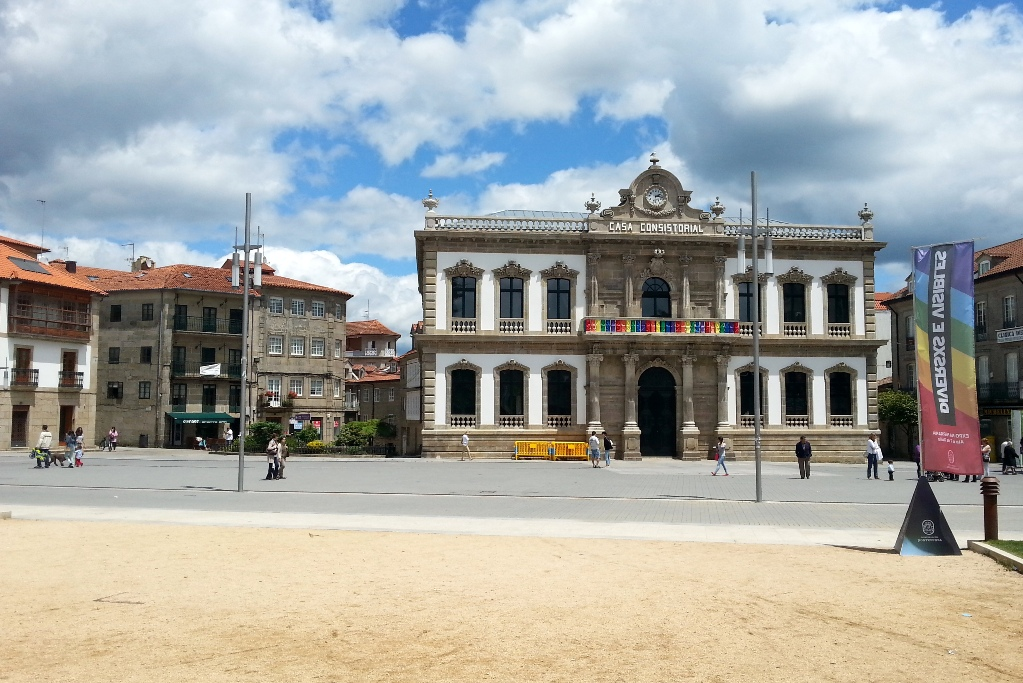
La plaza de España
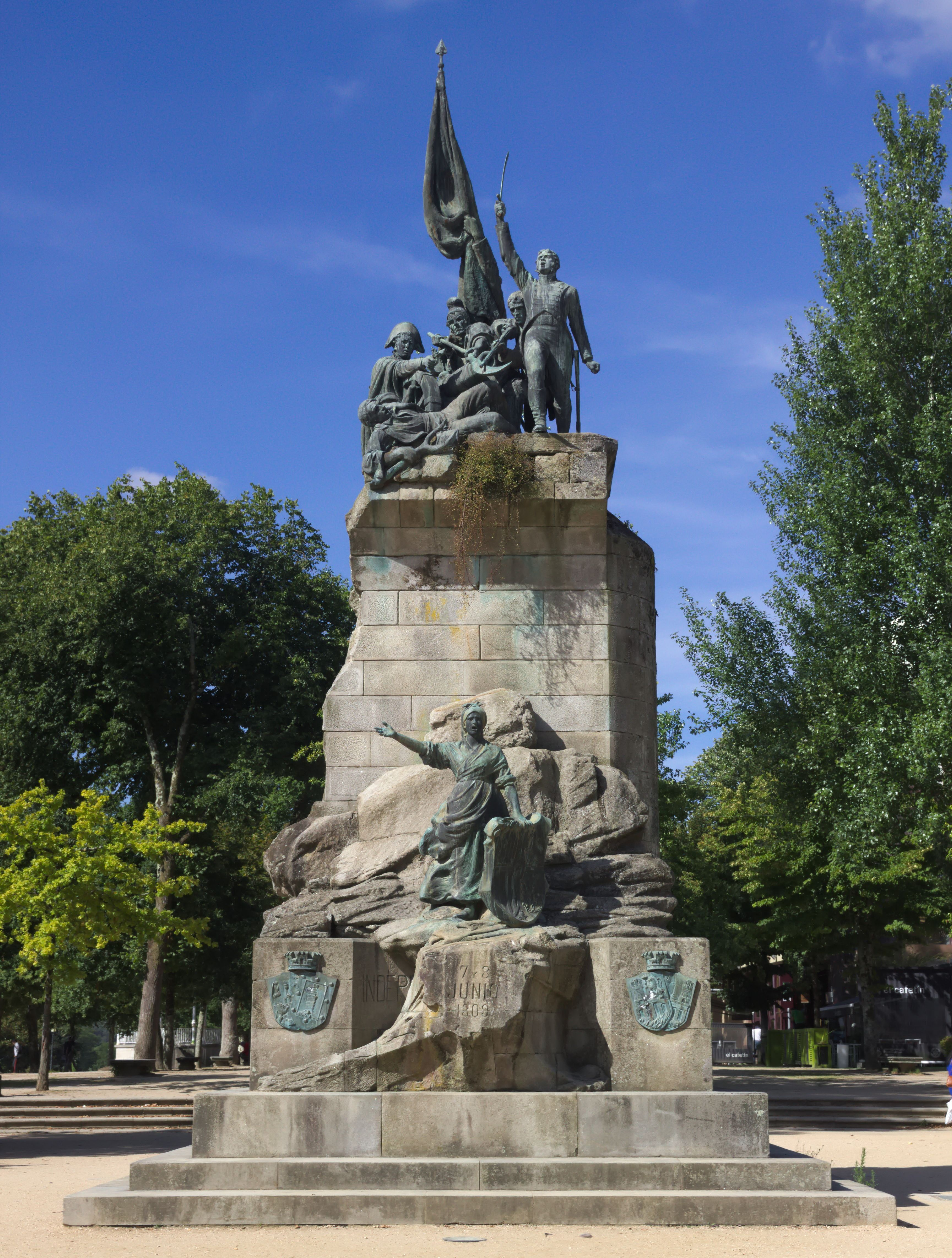
Monumento a los Héroes de Puente Sampayo
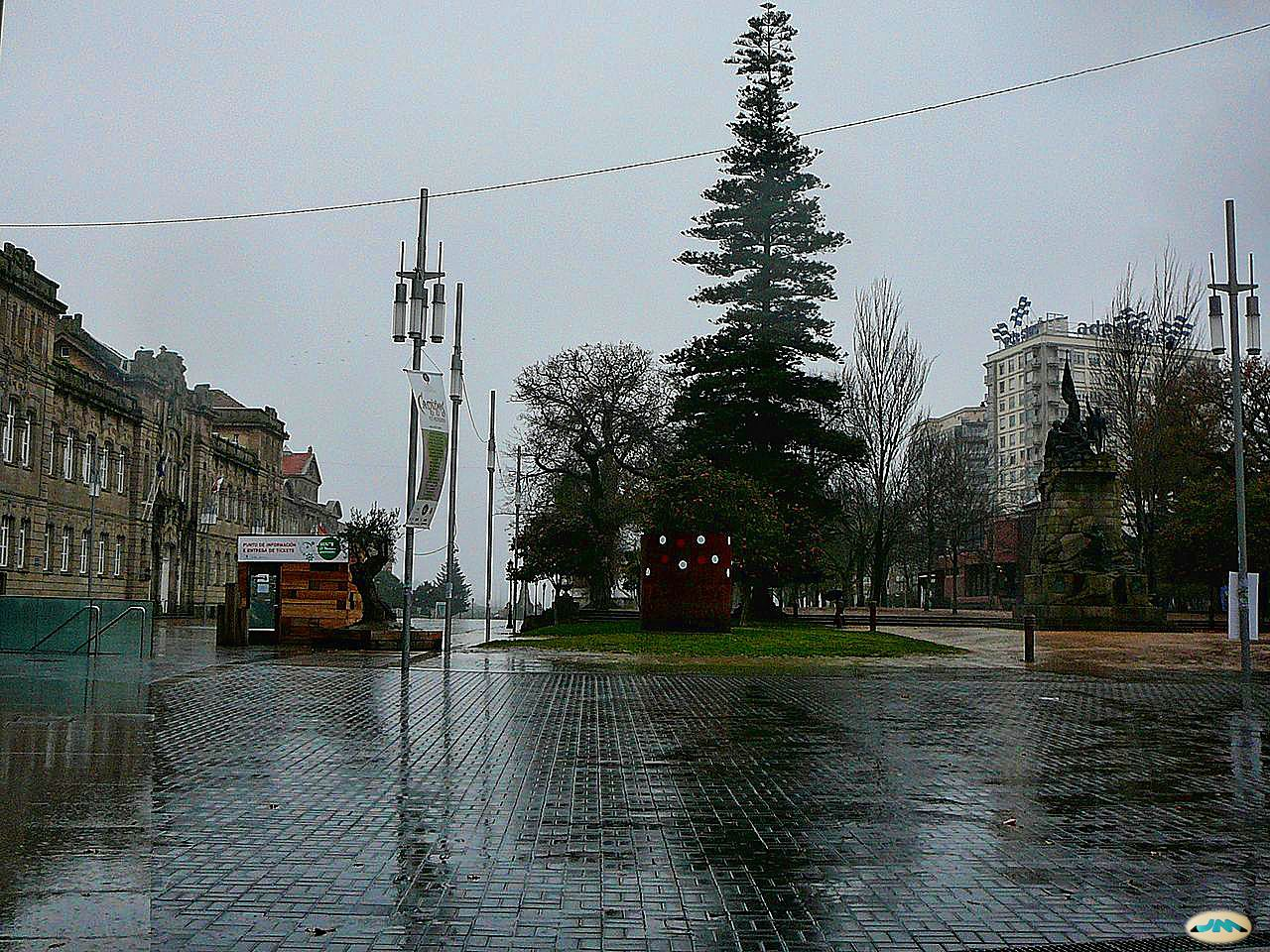
Adoquines mojados de la plaza
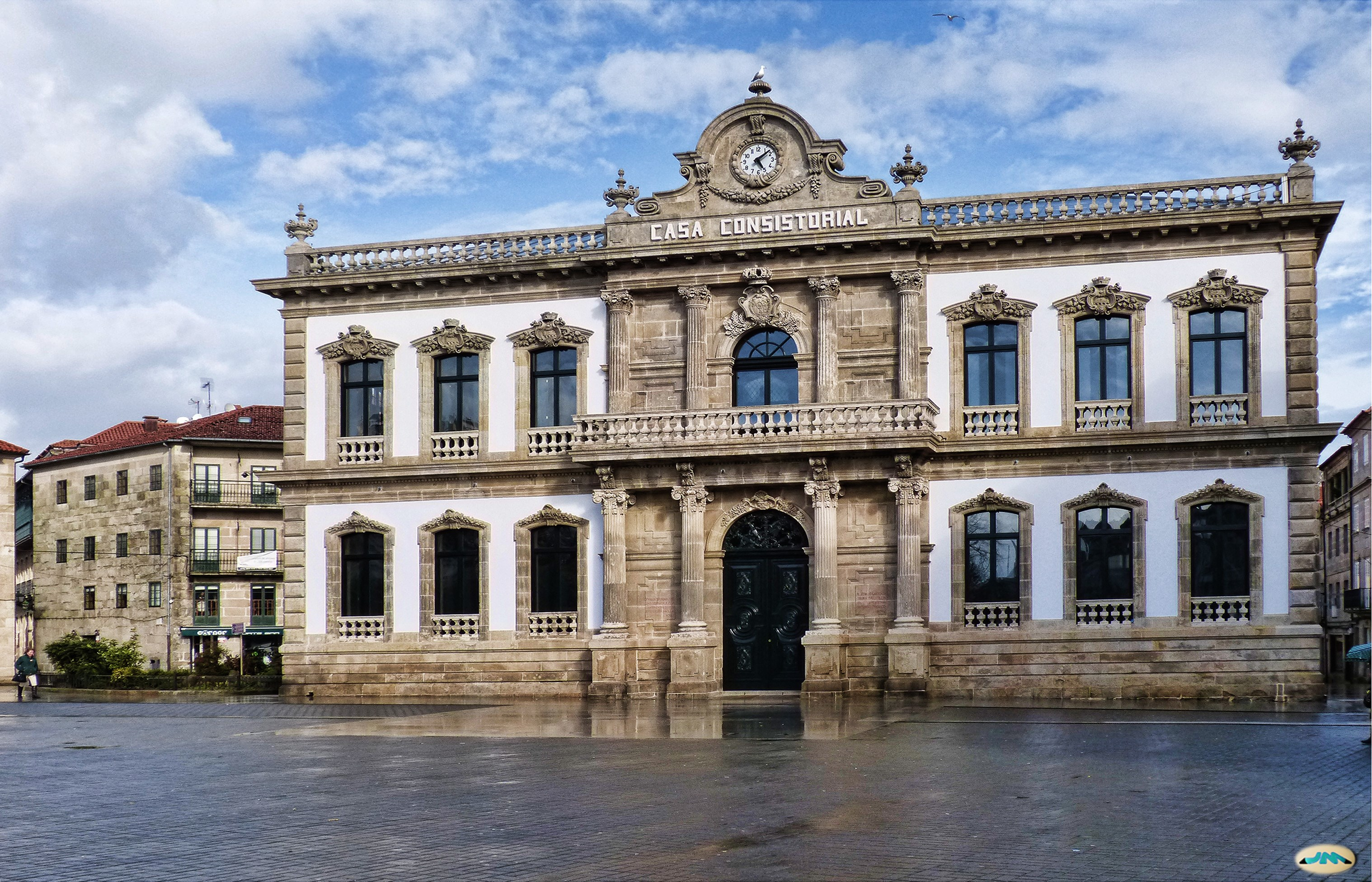
Casa consistorial de Pontevedra
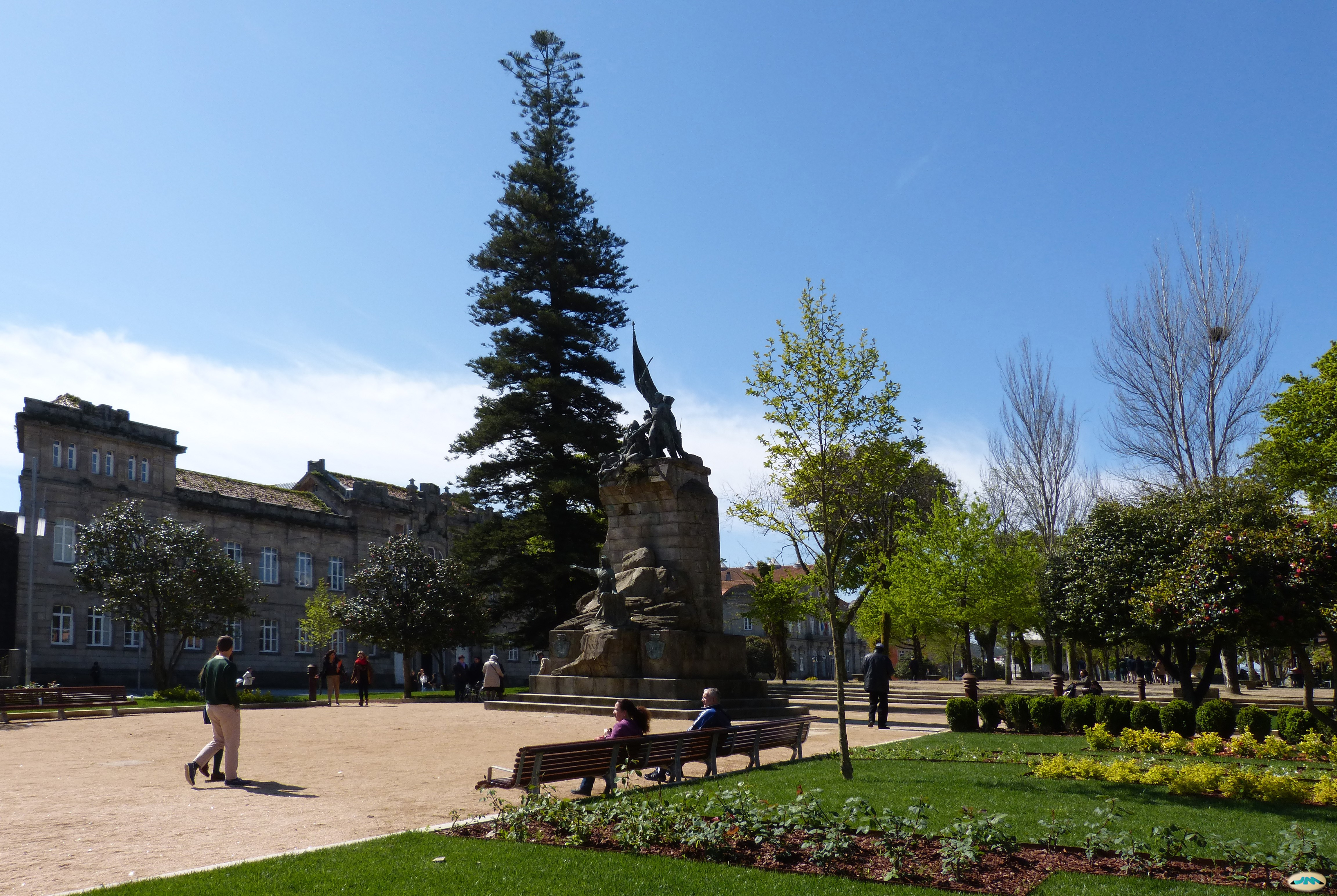
Jardines y monumento a los Héroes de Puente Sampayo
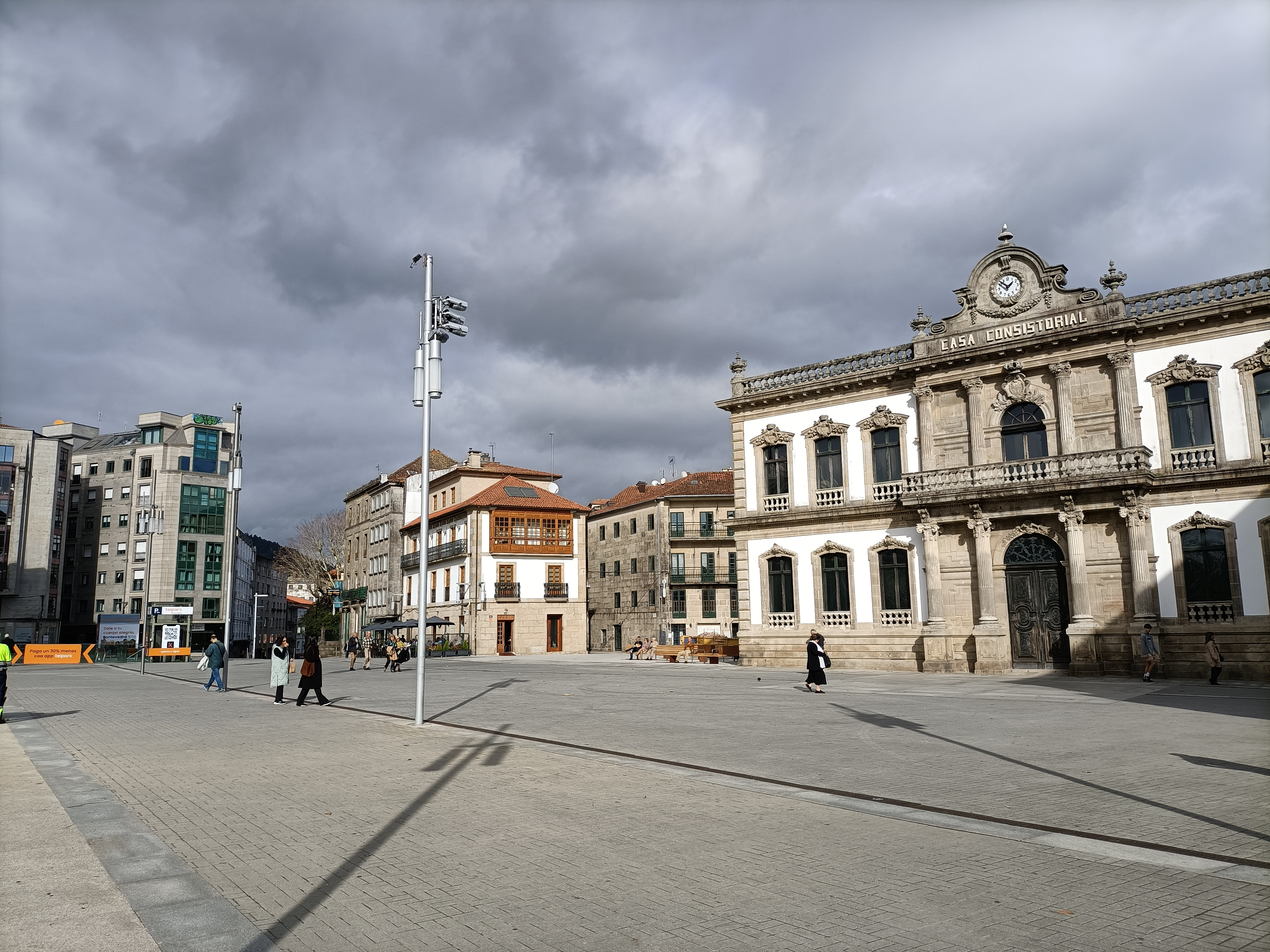
La plaza de España en noviembre de 2023
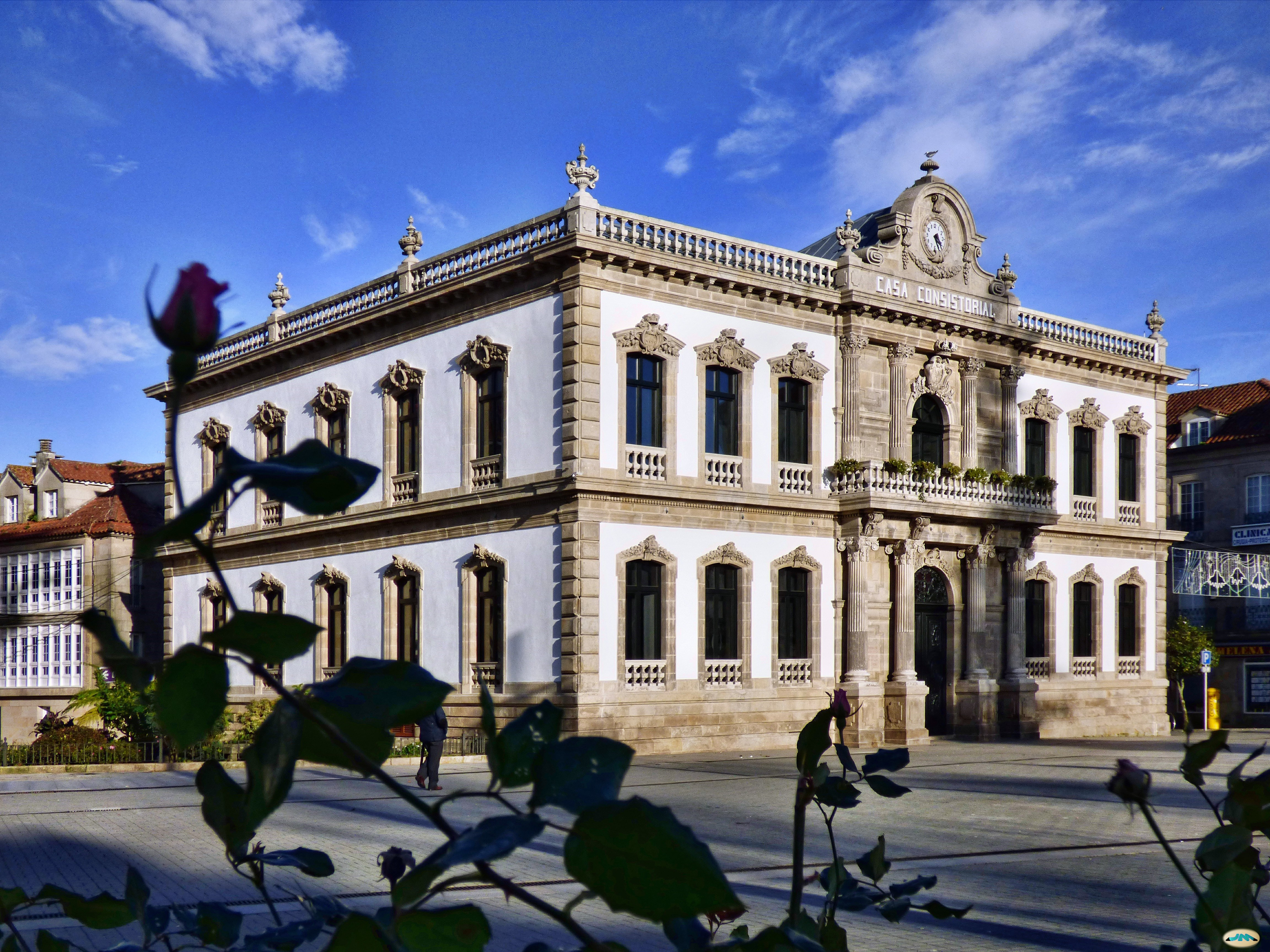
Fachada oeste de la Casa Consistorial